# (8969) Alexandrinus
(8969) Alexandrinus ist ein Asteroid des inneren Hauptgürtels, der am 29. September 1973 von dem niederländischen Astronomenehepaar Cornelis Johannes van Houten und Ingrid van Houten-Groeneveld entdeckt wurde. Die Entdeckung geschah im Rahmen der 2. Trojaner-Durchmusterung, bei der von Tom Gehrels mit dem 120-cm-Oschin-Schmidt-Teleskop des Palomar-Observatoriums aufgenommene Feldplatten an der Universität Leiden durchmustert wurden, 13 Jahre nach Beginn des Palomar-Leiden-Surveys.
Der mittlere Durchmesser des Asteroiden wurde mit knapp mehr als 4 km berechnet, die Albedo mit 0,247 (±0,033). Die Umlaufbahn des Asteroiden um die Sonne hat mit 0,0789 eine niedrigere Exzentrizität. Die Bahnneigung von (8969) Alexandrinus ist mit knapp 1° ebenfalls gering.
(8969) Alexandrinus ist nach dem Seeregenpfeifer benannt, dessen wissenschaftlicher Name Charadius alexandrinus lautet. Zum Zeitpunkt der Benennung des Asteroiden am 2. Februar 1999 befand sich der Eisvogel auf der niederländischen Roten Liste gefährdeter Vögel.